# ژانگ یو
ژانگ یو (انگلیسی: Zhang You؛ زادهٔ ۲۸ مارس ۲۰۰۱) سوارکار اهل چین است. وی در بازی‌های المپیک تابستانی ۲۰۲۰ حضور داشته‌است.